# 15 años
15 años é um álbum de estúdio da boy band porto-riquenha Menudo, lançado em 1992. Na época, o grupo era composto por Adrián Olivares, Abel Talamántez, Alexis Grullón, Andy Blázquez, e Ashley Ruiz. Esse seria o último álbum com a participação de Adrian, que seria substituído por Ricky López em 1993.

## Antecedentes e produção
Após o sucesso de seu álbum anterior, Detrás de tu mirada, em países como o Peru, o Menudo lançou um single em inglês, intitulado "Dancin', Movin', Shakin'", mas a canção acabou não entrando para a lista final de 15 años.
Para este novo projeto, o grupo regravou algumas músicas da discografia de Menudo, originalmente interpretadas por membros de outras formações, e incluiu também canções inéditas. Embora o título do álbum seja Quince años (Quinze Anos, em português), o grupo, na realidade, já tinha 17 anos de carreira.
Sobre o novo álbum, Alexis, um dos integrantes, comentou: "Nosso novo disco é comemorativo. Não só contém canções conhecidas do grupo, como também traz novidades." Ashley complementou: “As pessoas que escutarem Quince Años vão perceber que Menudo é muito mais do que um grupo de cinco adolescentes que cantam e dançam e que vendem milhões de discos no mundo todo (...) Menudo é boa música, limpa e adequada para os jovens. É um grupo que só promove coisas positivas e é contra a injustiça, as drogas e a violência.”

## Divulgação
Para promover o novo álbum, foram lançados três singles: "Buscame", "Y tú que ni te fijas" e "Lo que juramos". Comercialmente, "Buscame"  foi o mais bem-sucedido, alcançando o primeiro lugar na lista de músicas mais executadas nas rádios do Peru. Como parte da divulgação, Menudo embarcou em uma turnê que passou pelos Estados Unidos e pela Europa.

## Desempenho comercial
Em 25 de junho de 2023, a versão remasterizada e digital do álbum atingiu a posição de número 45 na parada musical iTunes charts do Chile.

## Lista de faixas
- Créditos adaptados do CD 15 Años, de 1992.[11]

| N.º | Título                   | Compositor(es)                | Duração |  |
| 1.  | "Buscame"                | R.M. Vendrell, A. Soler       | 5:40    |  |
| 2.  | "A donde ira"            | Carlos Lara                   | 3:50    |  |
| 3.  | "Voy de regreso contigo" | Juan Carlos Pérez Soto        | 3:08    |  |
| 4.  | "Tú eres todo para mí"   | Juan Carlos Pérez Soto        | 3:54    |  |
| 5.  | "Bajo la luna"           | Juan Carlos Lara, Tino Geiser | 3:13    |  |
| 6.  | "Lo que juramos"         | Fernando Osorio               | 3:00    |  |
| 7.  | "Ángel negro"            | Carlos Santana                | 4:30    |  |
| 8.  | "Solo intenta"           | Jessica Sorango               | 3:33    |  |
| 9.  | "Así"                    | Alissio                       | 4:20    |  |
| 10. | "Y tú que ni te fijas"   | Carlos Lara                   | 3:48    |  |
| 11. | "Y decirle que sí"       | Fernando Osorio               | 3:19    |  |
| 12. | "Quince años"            | Juan Carlos Pérez Soto        | 4:18    |  |

## Tabelas
| Tabela musical (2023) | Melhor posição |
| --------------------- | -------------- |
| Chile (iTunes Chart)  | 45             |